# Абулхайр-хан (Молодший жуз)
Абулхайр (каз. Әбілқайыр Мұхаммед Қазы бахадүр хан, 1693 — 1748) — казахський хан Молодшого жузу. Його повне ім'я — Мухаммед Абулхайр Газі Бахадур-хан. Він прямий нащадок Чингісхана в 15-му поколінні.

## Біографія
Абулхайр народився в 1693 році. Дитинство його пройшло в умовах, коли Казахське ханство було піддано нападам з боку Джунгарії і волзьких калмиків. До початку XVIII століття зона впливу Джунгарского ханства значно розширилася і включала Алтай, Східний Туркестан, середню і верхню течії Іртиша, середні течії річок Тобол та Ішим. У період правління Галдан-Церена (1697—1728) Джунгарія досягла піку своєї військової і політичної могутності. Військові операції ойратів були спрямовані проти маньчжурського Китаю, казахських кочовищ і середньоазійських володінь.
З юних років Абулхайр активно брав участь у військових походах і набігах казахських ханів і султанів. У 17-річному віці він стає одним з військових ватажків казахського ополчення, загальне керівництво над яким здійснював батир Богембай. Абулхайр брав участь в обороні Ташкента, Туркестану і Сайрама, якими володіли його предки.
У 1718 році султана Абулхайра обирають ханом Молодшого жуза. На чолі 30-тисячного війська він виступив проти джунгар і дав бій на річці Аягуз. Незважаючи на молодість, Абулхайр прославився особистою відвагою, військовою майстерністю і вмінням організатора. Не випадково 1726 року на з'їзді казахів всіх трьох жузів в Ордабаси султани, бії і батири одностайно обрали його верховним головнокомандувачем військом Казахського ханства. Під його керівництвом об'єднані збройні сили казахів двічі, у 1729 році в Анракайській битві і у 1730 році у битві в місцевості Іт Ішпес Алакуль, розбили джунгар і були близькі до повної перемоги.
Після славних перемог між представниками феодально-родової аристократії розгорнулася боротьба за право зайняти місце старшого хана. За військовими заслугами найбільш прийнятною кандидатурою був Абулхайр. Він і сам вважав, що заслужив це право. На тлі інших ханів і султанів він дійсно виглядав гідним державним мужем, що визнавалося в усьому казахському степу і за його межами. Але Абулхайр походив з молодшого султанського роду і з цієї причини його кандидатура була відхилена. За традицією, що склалася, ханом став Абілмамбет, син Болат-хана. Гордий і честолюбний Абулхайр, не погодившись з цим рішенням, повернувся зі своїми дружинами в рідні кочовища. Також покинув нового хана, визнавши себе обійденим, і його дядько султан Самеке. Загальноказахське ополчення розпалося, і знову нависла загроза поневолення джунгарами казахських степів. Хунтайджі вже не обмежувався вимогою надсилання аманатів, а хотів бачити казахських володарів в своєму підпорядкуванні.
У цих умовах частина казахської знаті, на чолі якої стояв Абулхайр, схилялася до того, щоб піти на налагодження контактів з Російською імперією.
У вересні 1730 в Москву було відправлено представництво Абулхайра з проханням про прийняття казахів в російське підданство. І вже 19 лютого 1731 імператриця Анна Іванівна підписала грамоту про добровільне входження Молодшого жуза до складу Росії.
10 жовтня 1731 року відбувся з'їзд старійшин Молодшого і Середнього жузів. На вірність російській імператриці на Корані присягнули хан Абулхайр, відомі батири Богенбай, Есет, Худайназар-мурза і ще 27 впливових правителів. Цей акт поклав початок анексії казахських земель Росією.
У 1735 році хан Середнього жуза Кучук і султан Барак в письмовому посланні підтвердили російське підданство Середнього жуза. До кінця 30-х — початку 40-х років XVIII століття у казахський степ було відправлено безліч російських дипломатичних місій, які доставляли відомості про події в степу, про взаємини між жузами і різними династичними угрупованнями, про зовнішньополітичну діяльність правлячої верхівки, настрої населення тощо. Економічна частина місій полягала в створенні умов для вільної торгівлі та безперешкодного проходження караванів через степ.
Абулхайр, зрозуміло, не уявляв собі всіх віддалених наслідків приєднання до Росії, які форми для народу прийме колоніальна експансія царизму в майбутньому. Тоді його завданням було врятувати свій народ, і це йому вдалося. Крім того, володіючи певними честолюбством і амбіціями, Абулхайр припускав в особі царської адміністрації знайти опору власного впливу в степу. Він вже давно вступив в суперництво з ханською династією Середнього жузу, зокрема, з султаном Бараком. Цей конфлікт закінчився для нього трагічно. На початку серпня 1748 року повертаючись з Орська, де він зустрічався з послом Росії А. Тевкелевим, Абулхайр був убитий.